# Elammat
Elammat fou un regne de situació desconeguda, probablement entre Mesopotàmia i Anshan. A finals del segle xiv aC fou atacat vers el 1320 aC pel rei cassita de Mesopotàmia Kurigalzu II (1332-1308 aC) i que hi governava Hurpatila. Inicialment es va suposar que es tractava d'Elam, i que Hurpatila havia estat enderrocat i substituït per la dinastia Igihàlquida, però actualment se sap que Hurpatila no fou rei d'Elam sinó d'Elammat que era un estat diferent.